# Joshua Tarling
Joshua Tarling   (Aberaeron, 15 de febrer de 2004) és un ciclista gal·lès, professional des del 2023. Actualment corre a l'equip Ineos Grenadiers.Especialista en contrarellotge, en el seu palmarès destaca el Campionat del Regne Unit en contrarellotge, així com el Campionat del món de contrarellotge júnior de 2022 i una medalla de bronze al Campionat del Món de contrarellotge de 2023.

## Palmarès
- 2021
  - Vencedor d'una etapa dels Tres dies d'Axel
- 2022
  -  Campió del món de contrarellotge júnior
  -  Campió del Regne Unit de contrarellotge júnior
  - 1r al Tour de Gironda i vencedor d'una etapa
  - 1r a la Crono de les Nacions-Les Herbiers-Vendée júnior
  - Vencedor d'una etapa al Trofeu Centre Morbihan
  - Vencedor d'una etapa al Saarland Trofeo
  - Vencedor de 2 etapes al Tour del País de Gal·les júnior
- 2023
  -  Campió d'Europa de contrarellotge
  -  Campió del Regne Unit de contrarellotge
  - Vencedor d'una etapa al Tour del Benelux
- 2024
  - Vencedor d'una etapa a l'O Gran Camiño
  -  Campió del Regne Unit de contrarellotge
- 2025
  - Vencedor d'una etapa al UAE Tour
  - Vencedor d'una etapa al Giro d'Itàlia

### Resultats al Giro d'Itàlia
- 2025. Abandona a la 16a etapa. Vencedor de la 2a etapa

### Resultats a la Volta a Espanya
- 2024. Abandona a la 9a etapa.